# Cúp bóng đá nữ châu Phi 2022
Giải vô địch bóng đá nữ châu Phi 2022 hoặc Cúp bóng đá nữ châu Phi 2022 (tiếng Ả Rập: كأس الأمم الإفريقية للسيدات 2022, tiếng Pháp: Coupe d'Afrique des nations féminine de football 2022), chính thức được gọi là 2022 TotalEnergies Women's Africa Cup of Nations vì lý do tài trợ, sẽ là phiên bản thứ 12 của Cúp bóng đá nữ châu Phi (phiên bản thứ 14 nếu các giải đấu không có chủ nhà), giải vô địch bóng đá quốc tế hai năm một lần do Liên đoàn bóng đá châu Phi (CAF) tổ chức cho các đội tuyển quốc gia nữ của châu Phi. Giải đấu sẽ do Maroc đăng cai từ ngày 2 đến ngày 23 tháng 7 năm 2022.
Giải đấu cũng tăng gấp đôi từ vòng loại khu vực châu Phi đến Giải vô địch bóng đá nữ thế giới 2023. Bốn đội đứng đầu sẽ giành quyền tham dự World Cup ở Úc và New Zealand, và hai đội nữa sẽ tiến vào vòng play-off liên liên đoàn.
Phiên bản năm 2020, vốn là phiên bản đầu tiên có 12 đội, đã bị hủy bỏ do đại dịch COVID-19.
Sau giải đấu này, lần đầu tiên giành chức vô địch Nam Phi đã đánh bại với đội chủ nhà Maroc với tổng tỉ số 1–2. Còn đương kim vô địch Nigeria đã thất bại của đội chủ nhà Maroc bằng loạt sút luân lưu.

## Chọn nước chủ nhà
Maroc đã được Liên đoàn bóng đá châu Phi công bố là chủ nhà vào ngày 15 tháng 1 năm 2021

## Vòng loại
Maroc tự động vượt qua vòng loại với tư cách chủ nhà, trong khi 11 đội còn lại sẽ được xác định bởi các vòng loại.

### Các đội tuyển nữ đã vượt qua vòng loại
| Đội             | Số lần tham dự | Ngày vượt qua       |
| --------------- | -------------- | ------------------- |
| Maroc (chủ nhà) | 3              | 15 tháng 1 năm 2021 |
| Uganda          | 2              | 28 tháng 1 năm 2022 |
| Burundi         | 1              | 21 tháng 2 năm 2022 |
| Zambia          | 4              | 22 tháng 2 năm 2022 |
| Sénégal         | 3              | 22 tháng 2 năm 2022 |
| Togo            | 1              | 23 tháng 2 năm 2022 |
| Nigeria         | 14             | 23 tháng 2 năm 2022 |
| Tunisia         | 2              | 23 tháng 2 năm 2022 |
| Burkina Faso    | 1              | 23 tháng 2 năm 2022 |
| Botswana        | 1              | 23 tháng 2 năm 2022 |
| Cameroon        | 13             | 23 tháng 2 năm 2022 |
| Nam Phi         | 13             | 23 tháng 2 năm 2021 |

## Địa điểm
| CasablancaRabat | Rabat               | Rabat                          | Casablanca       |
| --------------- | ------------------- | ------------------------------ | ---------------- |
| CasablancaRabat | Stade Moulay Hassan | Prince Moulay Abdellah Stadium | Stade Mohammed V |
| CasablancaRabat | Sức chứa: 12.000    | Sức chứa: 53.000               | Sức chứa: 45.891 |
| CasablancaRabat |                     |                                |                  |

## Trọng tài
Tổng cộng có 16 trọng tài, 16 trợ lý trọng tài và 8 trọng tài VAR đã được chỉ định cho giải đấu.
Trọng tài
- Suavis Iratunga
- Zomadre Sonia Kore
- Shahenda El-Maghrabi
- Viana Letticia
- Lidya Tafesse
- Maria Rivet
- Aïssata Boudy Lam
- Bouchra Karboubi
- Antsino Twanyanyukwa
- Ndidi Patience Madu
- Salima Mukansanga
- Mame Coumba Faye
- Akona Makalima
- Vincentia Amedome
- Dorsaf Ganouati
- Shamira Nabadda

Trợ lý trọng tài
- Asma Ouahab
- Nafissatou Yekini
- Carine Atezambong
- Kanjinga Mujanayi
- Yara Abdelfattah
- Mona Atallah
- Lidwine Rakotozafinoro
- Bernadettar Kwimbira
- Fanta Kone
- Queency Victoire
- Mariem Chedad
- Soukaina Hamdi
- Fatiha Jermoumi
- Mimisen Iyorhe
- Afine Houda
- Diana Chikotesha

Trợ lý trọng tài video
- Lahlou Benbraham
- Ahmed El-Ghandour
- Ahmed Ibrahim
- Ahmad Heerallal
- Zakaria Brindisi
- Fatima Zahra El Ajjani
- Samir Guezzaz
- Haythem Guirat

## Hạt giống
Lễ bốc thăm cuối cùng sẽ được tổ chức tại Maroc vào 29 tháng 4, 2022 lúc 20:30 GMT (UTC±0). Mười hai đội sẽ được bốc thăm chia thành ba nhóm bốn đội, với đội chủ nhà Maroc, đương kim vô địch Nigeria và đội có thứ hạng cao nhất tiếp theo là Cameroon lần lượt được phân vào các vị trí A1, C1 và B1.
| Đội hạt giống trước                         | Hạt giống số 1                                                                             |
| ------------------------------------------- | ------------------------------------------------------------------------------------------ |
| - Maroc (A1) - Cameroon (B1) - Nigeria (C1) | - Togo - Uganda - Zambia - Burundi - Tunisia - Sénégal - Botswana - Burkina Faso - Nam Phi |

## Vòng bảng
CAF đã công bố lịch thi đấu chính thức của giải đấu vào ngày 29 tháng 4 năm 2022.
Tất cả theo giờ địa phương, GMT (UTC±0).

### Bảng A
| VT | Đội          | ST | T | H | B | BT | BB | HS | Đ | Giành quyền tham dự     |
| -- | ------------ | -- | - | - | - | -- | -- | -- | - | ----------------------- |
| 1  | Maroc        | 3  | 3 | 0 | 0 | 5  | 1  | +4 | 9 | Vòng đấu loại trực tiếp |
| 2  | Sénégal      | 3  | 2 | 0 | 1 | 3  | 1  | +2 | 6 | Vòng đấu loại trực tiếp |
| 3  | Burkina Faso | 3  | 0 | 1 | 2 | 2  | 4  | −2 | 1 |                         |
| 4  | Uganda       | 3  | 0 | 1 | 2 | 3  | 7  | −4 | 1 |                         |

| Maroc         | 1–0                            | Burkina Faso |
| ------------- | ------------------------------ | ------------ |
| - Chebbak 29' | Chi tiết (FIFA) Chi tiết (CAF) |              |

| Sénégal                             | 2–0                            | Uganda |
| ----------------------------------- | ------------------------------ | ------ |
| - Diakhaté 39' (ph.đ.) - Ndiaye 50' | Chi tiết (FIFA) Chi tiết (CAF) |        |

| Burkina Faso | 0–1                            | Sénégal          |
| ------------ | ------------------------------ | ---------------- |
|              | Chi tiết (FIFA) Chi tiết (CAF) | Fall 84' (ph.đ.) |

| Uganda          | 1–3                            | Maroc                                                   |
| --------------- | ------------------------------ | ------------------------------------------------------- |
| - Komuntale 32' | Chi tiết (FIFA) Chi tiết (CAF) | - Ayane 14' (ph.đ.) - El Chad 68' - Chebbak 84' (ph.đ.) |

| Maroc                 | 1–0                            | Sénégal |
| --------------------- | ------------------------------ | ------- |
| - Chebbak 55' (ph.đ.) | Chi tiết (FIFA) Chi tiết (CAF) |         |

| Burkina Faso            | 2–2                            | Uganda                        |
| ----------------------- | ------------------------------ | ----------------------------- |
| - Congo 35' - Kabré 41' | Chi tiết (FIFA) Chi tiết (CAF) | - Kunihira 8' - Nabweteme 38' |

### Bảng B
| VT | Đội      | ST | T | H | B | BT | BB | HS | Đ | Giành quyền tham dự     |
| -- | -------- | -- | - | - | - | -- | -- | -- | - | ----------------------- |
| 1  | Zambia   | 3  | 2 | 1 | 0 | 4  | 1  | +3 | 7 | Vòng đấu loại trực tiếp |
| 2  | Cameroon | 3  | 1 | 2 | 0 | 3  | 1  | +2 | 5 | Vòng đấu loại trực tiếp |
| 3  | Tunisia  | 3  | 1 | 0 | 2 | 5  | 4  | +1 | 3 | Vòng đấu loại trực tiếp |
| 4  | Togo     | 3  | 0 | 1 | 2 | 3  | 9  | −6 | 1 |                         |

| Cameroon | 0–0                            | Zambia |
| -------- | ------------------------------ | ------ |
|          | Chi tiết (FIFA) Chi tiết (CAF) |        |

| Tunisia                                        | 4–1                            | Togo                    |
| ---------------------------------------------- | ------------------------------ | ----------------------- |
| - Houij 1' - Ellouzi 12', 60' - Amé 71' (l.n.) | Chi tiết (FIFA) Chi tiết (CAF) | - Gnintegma 22' (ph.đ.) |

| Zambia           | 1–0                            | Tunisia |
| ---------------- | ------------------------------ | ------- |
| - Chitundu 90+2' | Chi tiết (FIFA) Chi tiết (CAF) |         |

| Togo                   | 1–1                            | Cameroon      |
| ---------------------- | ------------------------------ | ------------- |
| - Woedikou 28' (ph.đ.) | Chi tiết (FIFA) Chi tiết (CAF) | - Johnson 38' |

| Cameroon               | 2–0                            | Tunisia |
| ---------------------- | ------------------------------ | ------- |
| - Abam 3' - Nchout 90' | Chi tiết (FIFA) Chi tiết (CAF) |         |

| Zambia                                     | 4–1                            | Togo           |
| ------------------------------------------ | ------------------------------ | -------------- |
| - Chanda 15', 60' - Lungu 21' - Mapepa 41' | Chi tiết (FIFA) Chi tiết (CAF) | - Woedikou 35' |

### Bảng C
| VT | Đội      | ST | T | H | B | BT | BB | HS | Đ | Giành quyền tham dự     |
| -- | -------- | -- | - | - | - | -- | -- | -- | - | ----------------------- |
| 1  | Nam Phi  | 3  | 3 | 0 | 0 | 6  | 2  | +4 | 9 | Vòng đấu loại trực tiếp |
| 2  | Nigeria  | 3  | 2 | 0 | 1 | 7  | 2  | +5 | 6 | Vòng đấu loại trực tiếp |
| 3  | Botswana | 3  | 1 | 0 | 2 | 4  | 5  | −1 | 3 | Vòng đấu loại trực tiếp |
| 4  | Burundi  | 3  | 0 | 0 | 3 | 4  | 12 | −8 | 0 |                         |

| Nigeria         | 1–2                            | Nam Phi                       |
| --------------- | ------------------------------ | ----------------------------- |
| - Ajibade 90+2' | Chi tiết (FIFA) Chi tiết (CAF) | - Seoposenwe 61' - Magaia 63' |

| Burundi              | 2–4                            | Botswana                                            |
| -------------------- | ------------------------------ | --------------------------------------------------- |
| - Niyonkuru 52', 81' | Chi tiết (FIFA) Chi tiết (CAF) | - Dithebe 43' - Radiakanyo 47' - Tholakele 55', 60' |

| Nam Phi                                           | 3–1                            | Burundi       |
| ------------------------------------------------- | ------------------------------ | ------------- |
| - Kgatlana 20' - Motau 32' - Motlhalo 54' (ph.đ.) | Chi tiết (FIFA) Chi tiết (CAF) | - Uwimana 30' |

| Botswana | 0–2                            | Nigeria                     |
| -------- | ------------------------------ | --------------------------- |
|          | Chi tiết (FIFA) Chi tiết (CAF) | - Onumonu 21' - Ucheibe 48' |

| Nam Phi      | 1–0                            | Botswana |
| ------------ | ------------------------------ | -------- |
| - Majiya 80' | Chi tiết (FIFA) Chi tiết (CAF) |          |

| Nigeria                                          | 4–0                            | Burundi |
| ------------------------------------------------ | ------------------------------ | ------- |
| - Ajibade 25' (ph.đ.) - Efih 28' - Kanu 29', 46' | Chi tiết (FIFA) Chi tiết (CAF) |         |

### Xếp hạng các đội xếp thứ ba
| VT | Bg | Đội          | ST | T | H | B | BT | BB | HS | Đ | Giành quyền tham dự     |
| -- | -- | ------------ | -- | - | - | - | -- | -- | -- | - | ----------------------- |
| 1  | B  | Tunisia      | 3  | 1 | 0 | 2 | 5  | 4  | +1 | 3 | Vòng đấu loại trực tiếp |
| 2  | C  | Botswana     | 3  | 1 | 0 | 2 | 4  | 5  | −1 | 3 | Vòng đấu loại trực tiếp |
| 3  | A  | Burkina Faso | 3  | 0 | 1 | 2 | 2  | 4  | −2 | 1 |                         |

## Vòng đấu loại trực tiếp

### Sơ đồ
|  | Trận tranh hạng 5 | Trận tranh hạng 5 | Trận tranh hạng 5 |  |    | Play-off hạng 5–8 | Play-off hạng 5–8 | Play-off hạng 5–8 |  |    | Tứ kết   | Tứ kết     | Tứ kết |    |        | Bán kết   | Bán kết | Bán kết |    |                   | Chung kết         | Chung kết         | Chung kết |
|  |                   |                   |                   |  |    |                   |                   |                   |  |    |          |            |        |    |        |           |         |         |    |                   |                   |                   |           |
|  |                   |                   |                   |  |    |                   |                   |                   |  |    | A1       | Maroc      | 2      |    |        |           |         |         |    |                   |                   |                   |           |
|  |                   |                   |                   |  |    |                   |                   |                   |  |    | C3       | Botswana   | 1      |    |        |           |         |         |    |                   |                   |                   |           |
|  |                   |                   |                   |  |    | C3                | Botswana          | 0                 |  |    |          |            |        |    | A1     | Maroc (p) | 1 (5)   |         |    |                   |                   |                   |           |
|  |                   |                   |                   |  |    | B2                | Cameroon          | 1                 |  |    |          |            |        |    | C2     | Nigeria   | 1 (4)   |         |    |                   |                   |                   |           |
|  |                   |                   |                   |  |    |                   |                   |                   |  | B2 | Cameroon | 0          |        |    |        |           |         |         |    |                   |                   |                   |           |
|  |                   |                   |                   |  |    |                   |                   |                   |  |    | C2       | Nigeria    | 1      |    |        |           |         |         |    |                   |                   |                   |           |
|  |                   | Không có          | N/A               |  |    |                   |                   |                   |  |    |          |            |        |    |        |           |         |         |    | A1                | Maroc             | 1                 |           |
|  |                   | Không có          | N/A               |  |    |                   |                   |                   |  |    |          |            |        |    |        |           |         |         | C1 | Nam Phi           | 2                 |                   |           |
|  |                   |                   |                   |  |    |                   |                   |                   |  |    | B1       | Zambia (p) | 1 (4)  |    |        |           |         |         |    |                   |                   |                   |           |
|  |                   |                   |                   |  |    |                   |                   |                   |  |    | A2       | Sénégal    | 1 (2)  |    |        |           |         |         |    |                   |                   |                   |           |
|  |                   |                   |                   |  | A2 | Sénégal (p)       | 0 (4)             |                   |  |    |          |            |        | B1 | Zambia | 0         |         |         |    |                   |                   |                   |           |
|  | Trận tranh hạng 7 | Trận tranh hạng 7 | Trận tranh hạng 7 |  |    | B3                | Tunisia           | 0 (2)             |  |    |          |            |        |    | C1     | Nam Phi   | 1       |         |    | Trận tranh hạng 3 | Trận tranh hạng 3 | Trận tranh hạng 3 |           |
|  |                   | Không có          | N/A               |  |    |                   |                   |                   |  |    | C1       | Nam Phi    | 1      |    |        |           |         |         |    | C2                | Nigeria           | 0                 |           |
|  |                   | Không có          | N/A               |  |    |                   |                   |                   |  |    | B3       | Tunisia    | 0      |    |        |           |         |         |    |                   | B1                | Zambia            | 1         |

### Tứ kết
Đội thắng sẽ tiến vào Giải vô địch bóng đá nữ thế giới 2023.
| Zambia                                      | 1–1 (s.h.p.)                   | Sénégal                          |
| ------------------------------------------- | ------------------------------ | -------------------------------- |
| - Chitundu 70'                              | Chi tiết (FIFA) Chi tiết (CAF) | - N. Ndiaye 61'                  |
| Loạt sút luân lưu                           |                                |                                  |
| - Chanda - Zulu - I. Lungu - Mweemba - Nali | 4–2                            | - Fall - Diop - Baldé - Diakhaté |

| Maroc                     | 2–1                            | Botswana     |
| ------------------------- | ------------------------------ | ------------ |
| - Mssoudy 3' - Mrabet 59' | Chi tiết (FIFA) Chi tiết (CAF) | - Dithebe 7' |

| Cameroon | 0–1                            | Nigeria       |
| -------- | ------------------------------ | ------------- |
|          | Chi tiết (FIFA) Chi tiết (CAF) | - Ajibade 56' |

| Nam Phi          | 1–0                            | Tunisia |
| ---------------- | ------------------------------ | ------- |
| - Seoposenwe 14' | Chi tiết (FIFA) Chi tiết (CAF) |         |

### Vòng Play-off
4 đội thua tứ kết sẽ vào vòng Play-off để giành vé vào play-off liên lục địa.
| Sénégal                                  | 0–0                            | Tunisia                           |
| ---------------------------------------- | ------------------------------ | --------------------------------- |
|                                          | Chi tiết (FIFA) Chi tiết (CAF) |                                   |
| Loạt sút luân lưu                        |                                |                                   |
| - Diop - Diallo - Sow - N. Ndiaye - Fall | 4–2                            | - Ellouzi - Houij - Ayadi - Aouni |

| Botswana | 0–1                            | Cameroon       |
| -------- | ------------------------------ | -------------- |
|          | Chi tiết (FIFA) Chi tiết (CAF) | - Nchout 45+1' |

### Bán kết
| Zambia | 0–1                            | Nam Phi                  |
| ------ | ------------------------------ | ------------------------ |
|        | Chi tiết (FIFA) Chi tiết (CAF) | - Motlhalo 90+4' (ph.đ.) |

| Maroc                                           | 1–1                            | Nigeria                                        |
| ----------------------------------------------- | ------------------------------ | ---------------------------------------------- |
| - Mssoudy 66'                                   | Chi tiết (FIFA) Chi tiết (CAF) | - Mrabet 62' (l.n.)                            |
| Loạt sút luân lưu                               |                                |                                                |
| - Mrabet - Chebbak - Redouani - El Chad - Ayane | 5–4                            | - Chikwelu - Onumonu - Otu - Plumptre - Monday |

### Tranh hạng ba
| Nigeria | 0–1                            | Zambia                |
| ------- | ------------------------------ | --------------------- |
|         | Chi tiết (FIFA) Chi tiết (CAF) | - Nnadozie 29' (l.n.) |

### Chung kết
| Maroc       | 1–2                            | Nam Phi           |
| ----------- | ------------------------------ | ----------------- |
| - Ayane 80' | Chi tiết (FIFA) Chi tiết (CAF) | - Magaia 63', 71' |

## Thống kê

### Cầu thủ ghi bàn
Đã có 63 bàn thắng ghi được trong 28 trận đấu, trung bình 2.25 bàn thắng mỗi trận đấu.
3 bàn thắng
- Ghizlane Chebbak
- Rasheedat Ajibade
- Nthabiseng Majiya

2 bàn thắng
- Keitumetse Dithebe
- Refilwe Tholakele
- Sandrine Niyonkuru
- Ajara Nchout
- Sanaâ Mssoudy
- Rosella Ayane
- Uchenna Kanu
- Nguenar Ndiaye
- Linda Motlhalo
- Jermaine Seoposenwe
- Mafille Woedikou
- Sabrine Ellouzi
- Grace Chanda
- Avell Chitundu

1 bàn thắng
- Lesego Radiakanyo
- Adama Congo
- Adèle Kabré
- Aniella Uwimana
- Michaela Abam
- Estelle Johnson
- Nesryne El Chad
- Yasmin Mrabet
- Peace Efih
- Ifeoma Onumonu
- Christy Ucheibe
- Ndeye Awa Diakhaté
- Korka Fall
- Thembi Kgatlana
- Hildah Magaia
- Amogelang Motau
- Odette Gnintegma
- Mariem Houij
- Sumaya Komuntale
- Margret Kunihira
- Sandra Nabweteme
- Ireen Lungu
- Siomara Mapepa

1 bàn phản lưới nhà
- Yasmin Mrabet (trong trận gặp Nigeria)
- Chiamaka Nnadozie (trong trận gặp Zambia)
- Amé Amouklou (trong trận gặp Tunisia)

### Bảng xếp hạng
| VT | Đội          | ST | T | H | B | BT | BB | HS | Đ  | Kết quả chung cuộc  |
| -- | ------------ | -- | - | - | - | -- | -- | -- | -- | ------------------- |
| 1  | Nam Phi      | 6  | 6 | 0 | 0 | 10 | 3  | +7 | 18 | Vô địch             |
| 2  | Maroc (H)    | 6  | 4 | 1 | 1 | 9  | 5  | +4 | 13 | Á quân              |
| 3  | Zambia       | 6  | 3 | 2 | 1 | 7  | 3  | +4 | 11 | Hạng ba             |
| 4  | Nigeria      | 6  | 3 | 1 | 2 | 9  | 4  | +5 | 10 | Hạng tư             |
|    |              |    |   |   |   |    |    |    |    |                     |
| 5  | Sénégal      | 5  | 2 | 2 | 1 | 4  | 2  | +2 | 8  | Bị loại ở tứ kết    |
| 6  | Cameroon     | 5  | 2 | 2 | 1 | 4  | 2  | +2 | 8  | Bị loại ở tứ kết    |
| 7  | Tunisia      | 5  | 1 | 1 | 3 | 4  | 5  | −1 | 4  | Bị loại ở tứ kết    |
| 8  | Botswana     | 5  | 1 | 0 | 4 | 5  | 8  | −3 | 3  | Bị loại ở tứ kết    |
|    |              |    |   |   |   |    |    |    |    |                     |
| 9  | Burkina Faso | 3  | 0 | 1 | 2 | 2  | 4  | −2 | 1  | Bị loại ở vòng bảng |
| 10 | Uganda       | 3  | 0 | 1 | 2 | 3  | 7  | −4 | 1  | Bị loại ở vòng bảng |
| 11 | Togo         | 3  | 0 | 1 | 2 | 3  | 9  | −6 | 1  | Bị loại ở vòng bảng |
| 12 | Burundi      | 3  | 0 | 0 | 3 | 3  | 11 | −8 | 0  | Bị loại ở vòng bảng |

1. ↑  Trọng tài chính Aïssata Boudy Lam đã được thay thế bởi trọng tài thứ 4 Lidya Tafesse (Ethiopia) do chấn thương ở phút 64.
2. 1 2  Điểm kỷ luật: Sénégal –12, Cameroon –14

## Giải thưởng
| Vô địch Cúp bóng đá nữ châu Phi 2022 |
| ------------------------------------ |
| · Nam Phi · Lần thứ nhất             |

| Giải thưởng              | Người chiến thắng                                |
| ------------------------ | ------------------------------------------------ |
| Cầu thủ suất xắc nhất    | Ghizlane Chebbak                                 |
| Thủ môn suất xắc nhất    | Andile Dlamini                                   |
| Vua phá lưới             | Ghizlane Chebbak Rasheedat Ajibade Hildah Magaia |
| Đội đoạt giải phong cách | Nam Phi                                          |

| Thủ môn        | Hậu vệ                                                                | Tiền vệ                                          | Tiền đạo                                                    | Dlamini Mbane Ohale Belemu Redouani Chanda Jane Ghizlane Ajibade Tagnaout Seoposenwe Đội hình tiêu biểu của giải đấu (sơ đồ 4-3-3) |
| Andile Dlamini | - Zineb Redouani - Osinachi Ohale - Bambanani Mbane - Margaret Belemu | - Ghizlane Chebbak - Refiloe Jane - Grace Chanda | - Fatima Tagnaout - Rasheedat Ajibade - Jermaine Seoposenwe | Dlamini Mbane Ohale Belemu Redouani Chanda Jane Ghizlane Ajibade Tagnaout Seoposenwe Đội hình tiêu biểu của giải đấu (sơ đồ 4-3-3) |

## Linh vật
Linh vật của Giải vô địch các quốc gia châu Phi dành cho nữ ở phiên bản lần thứ 13 được gọi là 'TITRIT' và nó được đại diện bởi một con sư tử cái.

## Những đội đủ điều kiện tham dự Giải vô địch bóng đá nữ thế giới 2023
4 đội bóng của châu Phi giành quyền đến Giải vô địch bóng đá nữ thế giới 2023, 2 đội còn lại đi tiếp vào vòng play-off liên lục địa.
| Đội bóng | Ngày vượt qua vòng loại | Thành tích tại các Giải vô địch bóng đá nữ thế giới lần trước từng tham dự1 |
| -------- | ----------------------- | --------------------------------------------------------------------------- |
| Zambia   | 13 tháng 7 năm 2022     | 0 (lần đầu)                                                                 |
| Maroc    | 13 tháng 7 năm 2022     | 0 (lần đầu)                                                                 |
| Nigeria  | 14 tháng 7 năm 2022     | 8 (1991, 1995, 1999, 2003, 2007, 2011, 2015, 2019)                          |
| Nam Phi  | 14 tháng 7 năm 2022     | 1 (2019)                                                                    |

1 Các năm được in đậm là các năm mà đội đó lên ngôi vô địch. Chữ nghiêng là đội chủ nhà trong năm.